# Văn hóa Mã Gia Banh
Văn hóa Mã Gia Banh (giản thể: 马家浜文化; phồn thể: 馬家浜文化) là một nền văn hóa thuộc thời đại đồ đá mới tồn tại ở vùng cửa sông của Trường Giang, chủ yếu tập trung quanh khu vực Thái Hồ và phía bắc vịnh Hàng Châu. Nền văn hóa này trải rộng khắp nam bộ Giang Tô và bắc bộ Chiết Giang từ khoảng 5000 TCN đến 3000 TCN. Thoạt đầu, các nhà khảo cổ học nhận định các di chỉ thuộc văn hóa Mã Gia Banh thuộc cùng một nền văn hóa với các di chỉ ở bắc bộ Giang Tô và đặt tên là văn hóa Thanh Liên Cương. Sau đó, các nhà khảo cổ học nhận ra rằng các di chỉ ở bắc bộ Giang Tô thuộc văn hóa Đại Vấn Khẩu và xếp các di chỉ ở nam bộ Giang Tô quy thuộc văn hóa Mã Gia Banh. Văn hóa Mã Gia Banh cùng tồn tại với văn hóa Hà Mỗ Độ trong hơn 1000 năm như hai nền văn hóa riêng biệt và khác biệt, song có sự truyền bá văn hóa giữa hai bên.

Người dân thuộc nền văn hóa Mã Gia Banh canh tác lúa. Ở di chỉ Thảo Hài Sơn và di chỉ Xước Đôn thuộc văn hóa Mã Gia Banh, các nhà khảo cổ học đã khai quật được ruộng lúa, cho thấy vai trò trung tâm của lúa trong kinh tế. Ngoài ra, các hóa thạch động vật khai quật được từ những di chỉ thuộc văn hóa Mã Gia Banh thể hiện rằng người dân đã thuần hóa lợn. Tuy nhiên, người ta cũng tìm thấy hóa thạch của hươu sao và hoẵng, cho thấy họ không hoàn toàn phụ thuộc vào sản xuất nông nghiệp. Các di chỉ khảo cổ cũng có các dấu tích cho thấy người dân thuộc văn hóa Mã Gia Banh sản xuất đồ trang trí làm từ ngọc thạch.